# Изток (квартал на Перник)
„Изток“ е квартал на град Перник, България.
Кварталът е предимно жилищен и е разположен между квартал „Мошино“ на север, парк „Иглика“ и квартал „Ладовица“ на изток и Републикански път I-6 и парк „Изток“ на юг и югозапад. Образува се с разрастването на Перник през втората половина на XX век. Намира се в кметство „Изток“ на община Перник. Населението на квартал Изток е около 30 хиляди души. 